# Al-Mawasi
Al-Mawasi (en árabe: المواصي‎) es una localidad de la gobernación de Rafah, en la costa sur de la Franja de Gaza, de aproximadamente un kilómetro de ancho y catorce kilómetros de largo. Fue un pueblo beduino palestino que a partir de la guerra de los Seis Días de 1967 y hasta el Plan de retirada unilateral israelí en 2005 existió como un enclave palestino dentro del bloque de asentamientos israelíes de Katif. En 2023 Al-Mawasi tenía una población de 1400 habitantes aproximadamente.
Al-Mawasi está situada junto al mar Mediterráneo, en el suroeste de la Franja de Gaza, cerca de la ciudad de Jan Yunis. Se trata de una franja de unos 16 kilómetros de tierras de cultivo conocida como la «despensa de alimentos» de la Franja de Gaza, con algunas playas y una llanura de matorrales hacia el interior.
Durante la guerra Israel-Gaza (2023-presente), las Fuerzas de Defensa de Israel designaron Al-Mawasi como una de las pocas zonas seguras de la Franja de Gaza. Cientos de miles de personas huyeron allí y solo encontraron una franja de tierra sin recursos básicos como alimentos, agua o saneamiento. La llegada incesante de desplazados internos llevó a la creación de un campamento improvisado con decenas de miles de tiendas de campaña.

## Historia reciente

### Ocupación israelí y retirada unilateral de 2005
Después de la guerra de los Seis Días de 1967, Israel ocupó toda la Franja de Gaza y en 1970, los israelíes construyeron la primera colonia agrícola en la zona, Kfar Darom, a la que siguieron 21 otras. El establecimiento de estos asentamientos parecía necesario por razones de seguridad, rompiendo así la continuidad de los poblados palestinos en el área.
La zona es rica en agua y la principal fuente de ingresos de sus habitantes procede de la agricultura y la pesca. Pero desde el establecimiento de Gush Katif, la vida de los gazatíes de Al-Mawasi, encerrados en un enclave muy próximo a los asentamientos, se vio seriamente afectada. Las fuerzas militares israelíes restringieron la libertad de circulación de los habitantes palestinos, sobre todo tras la intifada de Al-Aqsa. También limitaron el derecho a trabajar y a ganarse la vida reduciendo la circulación de mercancías de Al-Mawasi a Khan Yunis en un noventa por ciento en comparación con el periodo anterior a la Intifada, por lo que los agricultores se vieron obligados a tirar gran parte de sus productos o simplemente a dejar que se pudrieran. Al no tener ingresos derivados de la venta de sus productos, los agricultores se encontraron con que no podían pagar los insumos necesarios a la producción ni comprar nuevos equipos.
Las limitaciones de los desplazamientos impidieron con frecuencia que los maestros y profesores pudieran llegar a sus centros de enseñanza durante varios días seguidos. En el ámbito sanitario, las restricciones crearon una escasez de medicamentos, y se dieron casos de mujeres que dieron a luz mientras esperaban en el puesto de control de los pasos fronterizos.

### Crisis humanitaria durante la guerra Israel-Gaza desde 2023

#### Contexto
Las evacuaciones en la Franja de Gaza son un conjunto de operaciones militares desarrolladas durante la guerra Israel-Gaza. Al inicio de los enfrentamientos en octubre de 2023, el ejército israelí ordenó a todas las comunidades al norte de Río Habesor, incluida la ciudad de Gaza, que evacuaran hacia el sur. La orden provocó que cientos de miles de residentes del norte de Gaza fueran trasladados hacia el sur. A partir del 1 de diciembre, Israel comenzó a emitir órdenes de evacuación en toda la Franja de Gaza, dividiendo el territorio en 620 zonas. La ONU afirmó que los residentes estaban siendo empujados a un área de un tercio del tamaño del territorio total. Israel exigió inicialmente a los 1,1 millones de residentes del norte de Gaza que evacuaran en un plazo de 24 horas, lo que fue condenado por la ONU como "imposible sin consecuencias humanitarias devastadoras". La ONU dijo que la orden creó "caos". La orden se produjo una semana después de que Hamás desarrollara la Operación Inundación de Al-Aqsa desde Gaza.
La invasión israelí de la Franja de Gaza comenzó el 27 de octubre. Al 4 de noviembre de 2023, entre 800.000 y 1.000.000 de personas se habían trasladado al sur de la Franja de Gaza, mientras que entre 350.000 y 400.000 permanecieron en el norte. El 1 de diciembre, el 80 por ciento de la población del territorio se encontraba en el sur de la Franja de Gaza. Hamás ordenó a los civiles que no evacuaran, y hay múltiples informes que indican que Hamás impidió físicamente a los habitantes de Gaza huir hacia el sur. Múltiples informes también indicaron que Israel atacó a los palestinos durante el proceso de evacuación y los sometió a ataques y bombardeos en el sur de la Franja de Gaza. Los evacuados describieron los corredores de evacuación como inseguros y estar aterrorizados por los ataques israelíes y los cadáveres a lo largo del camino.
Paula Gaviria Betancur, relatora especial de la ONU sobre los derechos humanos de los desplazados internos, condenó la orden de evacuación forzosa como un crimen de lesa humanidad y una violación del derecho internacional humanitario. La migración forzosa resultante de la evacuación fue parte de una crisis humanitaria más amplia. Se trata del mayor desplazamiento de palestinos en 75 años. Los palestinos han descrito la evacuación como la "segunda Nakba".

#### Masacre de Al-Mawasi
El 13 de julio de 2024 las Fuerzas de Defensa de Israel (FDI) llevaron a cabo un ataque aéreo contra un campamento de refugiados en Al-Mawasi, en la Franja de Gaza (Palestina), un área designada por las propias autoridades israelíes como «segura» para la población. Según Israel, el objetivo del ataque era asesinar al comandante militar de Hamás, Mohamed Deif, así como a Rafa Salama. Mientras tanto, la organización palestina aseguró que todas las víctimas eran «civiles inocentes e indefensos». El Ministerio de Salud de Gaza informó de que 90 palestinos murieron, mientras que otros 300 resultaron heridos. Según los servicios de emergencia gazatíes, el ejército israelí les atacó cuando se dirigían a atender a los heridos, mató a dos de sus miembros e hirió de gravedad a otros tres.
Además de este ataque, el ejército israelí ha atacado el campamento de al-Mawasi en varias ocasiones más: una vez en febrero, otra en mayo y dos más en junio de 2024. Además, Israel ha ido cambiando constantemente las áreas de al-Mawasi catalogadas de seguras, reduciéndolas hasta un 15%, lo que ha aumentado la confusión entre los residentes.